# Tipula (Lunatipula) pseudolunata pseudolunata
Tipula (Lunatipula) pseudolunata pseudolunata is een ondersoort van de tweevleugelige Tipula (Lunatipula) pseudolunata uit de familie langpootmuggen (Tipulidae). De ondersoort komt voor in het Palearctisch gebied.